# NGC 172
NGC 172 est une vaste galaxie spirale barrée vue par la tranche et située dans la constellation de la Baleine. NGC 172 a été découverte par l'astronome américain Frank Müller en 1886.

## Caractéristiques
Sa vitesse par rapport au fond diffus cosmologique est de 2 749 ± 21 km/s, ce qui correspond à une distance de Hubble de 40,5 ± 2,9 Mpc (∼132 millions d'al).
À ce jour, une dizaine de mesures non basées sur le décalage vers le rouge (redshift) donnent une distance de 41,940 ± 5,544 Mpc (∼137 millions d'al), ce qui est à l'intérieur des valeurs de la distance de Hubble.
La classe de luminosité de NGC 172 est II-III et elle présente une large raie HI. De plus, elle renferme des régions d'hydrogène ionisé.